# Стефан Караджа (гайдук)
Сте́фан Караджа́ (справжнє ім'я болг. Стефан Тодоров Димов; 11 травня 1840 — 30 липня 1868) — національний герой Болгарії, гайдук, революціонер, борець за звільнення Болгарії від османського поневолення, видатний воєвода.

## Життєпис

### Ранній період
Стефан Димов народився 11 травня 1840 року в селі Ичме біля Ямбола. Мати Стефана походила з факійського роду Бинбеловци, її далеким предком був славетний і легендарний Момчил Войвода, а в подальшому, в роду було багато славетних гайдуків і воєвод. Батько Стефана Тодор Димов був онуком Никола Узуна, який помер у 1817 році. Никола Узуна був одним з підбурювачів Странджанского бунта 1810 року, який призвів до спустошування багатого османського села Караеврен. Через це сімейство Димових часто переїздило до різних селищ і маленьких міст, де батько працював пастухом, свинопасом тощо, а Стефан був при ньому підпаском. У 1854 році сім'я влаштувалася у місті Тульча, де батько став нічним сторожем, а Стефан — його помічником. Через певний час Стефан почав вчитися чоботарству, потім поступив до училища, але через брак коштів змушений був покинути заняття. Замолоду Стефан вирізнявся своїм сильним характером, тяжінням до силової боротьби, де часто вигравав за рахунок своєї непримиренності, свого незламного духу, технічного використання своєї жилуватості, гнучкості в сутичці. Коли Стефан на одному весіллі переміг відомого османського борця, османи цього йому не пробачили й почали переслідувати, він тривалий час переховувався, зрештою емігрував до Румунії у 1864 році.

### Революційна діяльність

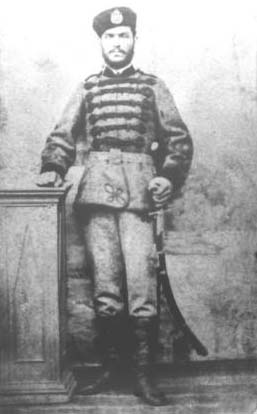
Стефан Караджа в гайдуцькій формі.

У Румунії почалась революційна діяльність Стефана Караджа. У 1864 році він на чолі маленького загону/чети гайдуцтвував у Північній Добруджі. У 1865 році під впливом Георги Раковски він переїхав до Белграду, де узяв діяльну участь у створенні добровольчої Першої болгарської легії. Проявив себе під час бойових дій проти османів на території Сербії, був прапороносцем у четі Панайота Хитова. Але після розпуску легії знову повернувся до Румунії, де виконував різні революційні доручення. Декілька разів проникав із завданнями до Болгарії. У 1866 році він у складі гайдуцької чети під командуванням Хаджи Димитира і Желю Войводи воював у Болгарії. Османи з того періоду почали називати його «Кючук» від тур. küçük — маленький. Можливо це було через його юні роки, можливо — через зріст 168–170 см.

У 1867 році Караджа вступив до другої болгарської легії, але 1868 року змушений її покинути.
Христо Стоянов-Великий написав у невідправленому листі до Стояна Заїмова від 8 квітня 1896 року про свої спогади стосовно другої болгарської легії:
У бою Стефан Караджа і Васил Левски кинулися в атаку з ножами в мечеть на османів, які поранили двох наших, коли ми йшли повз неї, а османи там були повністю озброєні. І коли вбігли ці двоє до мечеті в той час, то надавали османам прочухана, а наші люди їх назвали левами.
Караджа повернувся до Румунії, де разом з Хаджи Димитиром на чолі чети 6 липня переплив Дунай.
Стефан Караджа, лист 1868 року:
Сьогодні вже настав для мене час, щоб піти туди, де найбільша надія усіх, де зосереджені всі наші думки і бажання, де нас очікує весь народ з відкритими обіймами, задля того, щоб принести себе в жертву за найдорожче в цьому світі — за нашу дорогоцінну і дуже поневолену Вітчизну.
Як вважають, спочатку було 2 чети, які очолювали відповідно Хаджи Димитир і Стефан Караджа, однак, скоріше за все, військова необхідність вже на території Болгарії зажадала їх об'єднання. І тоді Караджа мудро поступився командуванням більш досвідченому гайдуку Хаджи Димитиру, адже розумів, що тільки єдиноначальність може врятувати військову ситуацію.
Христо Македонски, який був у цій четі, в подальшому написав:
Перш, ніж ми пішли, Караджа виголосив промову, в якій пояснив велике значення нашої діяльності, і закликав нас мужньо нести всі труднощі й нещастя, щоб бути гідними того народного ідеалу, носителями якого ми себе оголосили. Коли Караджа це сказав, замайоріли прапори, а він урочисто поїхав вперед.
Четники чети звертали увагу, що Караджа виконував скоріше обов'язки начальника штабу — проводив рекогностування місцевості, розставляв на позиціях четників, перевіряв дозори тощо.

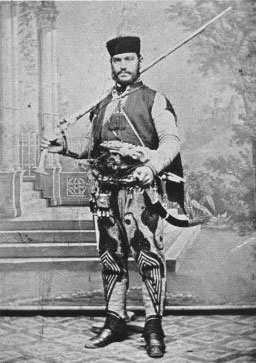
Стефан Караджа у повному бойовому спорядженні.

Після декількох кривавих боїв чета вийшла до району поблизу Вишовграду. Там 8 липня в останньому своєму героїчному нерівному бою проти 4 000 османів в місцевості Канлидере Стефан Караджа був декілька разів тяжко поранений і взятий у полон. Був в тяжкому стані доправлений до Русе, де надзвичайний османський суд засудив Стефана Караджа до страти через повішення. Але 30 липня 1868 року Караджа помер від ран в Русенській в'язниці — можливо від правця, можливо від сепсису. Спочатку воєводу османська влада звеліла поховати на краю кладовища як «розбійника». Але потім його останки перепоховала відома революціонерка і національна героїня Болгарії То́нка Обретенова (баба Тонка).
Череп Стефана Караджа зберігається у будинку-музеї «Баба Тонка» в Русе. Однак в тому, що це є справжній череп Караджа існують сумніви. В 1962 році рештки славетного воєводи були перенесені до останнього місця поховання у Парку діячів Відродження в Русе. Справжній надгробок над похованням Стефана Караджа знайшли під час будівельних робіт у будинку-музеї Баби Тонки у січні 2014 року.

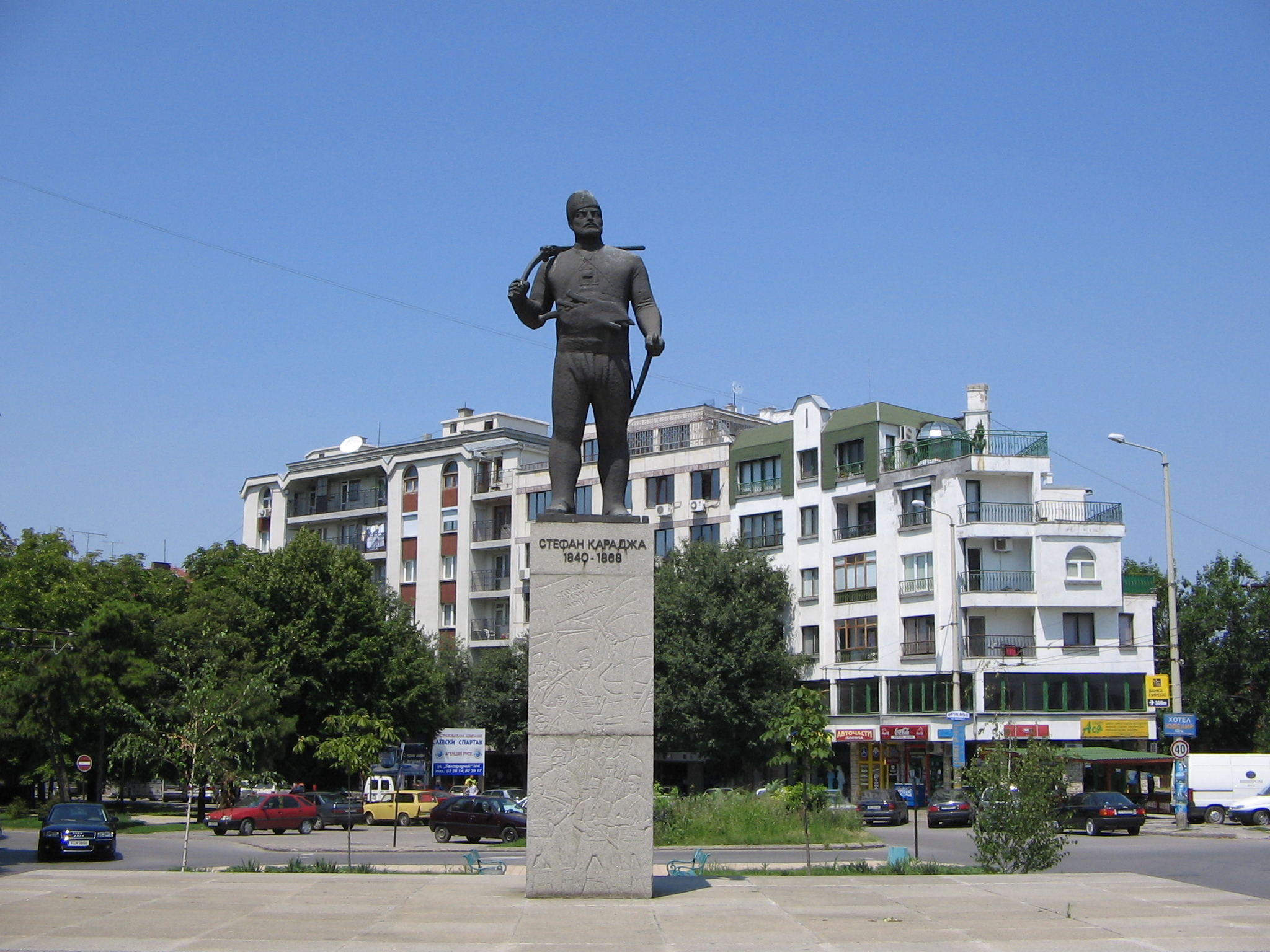
Пам'ятник Стефану Караджа в Русе.

## Пам'ять про Стефана Караджа
На честь славного революціонера назвали численні школи, училища, стадіони, бібліотеки, вулиці, села (зокрема у Варненській, у Добрицькій, Силістринській областях, Стефан-Караджово в Ямбольській області), футбольний клуб. На честь Стефана Караджа назвали гірський пік на Антарктичному півострові. Його зображення було відтворене на декількох болгарських поштових марках.
Йому поставили багато пам'ятників, написані пісні й оповідки, зокрема «Епопея забутих»Івана Вазова.